# Geher-Länderkampf der Männer 1953 BR Deutschland – Dänemark
| 2. Leichtathletik-Länderkampf mit bundesdeutscher Beteiligung 1953 | 2. Leichtathletik-Länderkampf mit bundesdeutscher Beteiligung 1953 |
| ------------------------------------------------------------------ | ------------------------------------------------------------------ |
|                                                                    |                                                                    |
| Geher-Vergleich der Männer: BR Deutschland – Dänemark              |                                                                    |
| Austragungsort                                                     | Braunschweig                                                       |
| Wettbewerbe                                                        | 2                                                                  |
| Datum                                                              | 14. Juni 1953                                                      |
| 1. FRG 2. DNK                                                      | 28,5 Punkte 15,5 Punkte                                            |
| Chronik                                                            |                                                                    |
| ← AUT-FRG Straß'lauf (M) ITA-FRG (M) →                             |                                                                    |

Im zweiten Vergleich des Länderkampfjahres 1953 stand wieder eine Begegnung auf dem Programm, die speziell auf eine Disziplin bezogen war. Das Treffen am 14. Juni war ein Wettkampf der Geher. Gastgeber war die Stadt Braunschweig. Bisher hatten die Länderkämpfe der Geher immer mit Schweden stattgefunden, nun war Dänemark zum ersten Mal der Gegner.

## Wettbewerbe und Modus
Der Vergleich bestand aus zwei Disziplinen, die jeweils auf der Bahn stattfanden. Die Geher trugen einen Wettkampf über 10.000 Meter und einen zweiten über 25.000 Meter aus. Von vier Startern je Land kamen die jeweils besten drei in die Wertung. Der erste Rang brachte sieben Punkte, der zweite fünf, der dritte vier usw. Der sechste Platz wurde noch mit einem Punkt belohnt.

## Ergebnis
Im Wettbewerb über 10.000 Meter lagen die bundesdeutschen Geher mit den Rängen eins, drei und fünf vorn. Auf der langen Distanz war die bundesdeutsche Überlegenheit mit den Plätzen eins und zwei sowie dem geteilten Rang drei noch größer. So gewann die Bundesrepublik Deutschland den Länderkampf mit 28,5 zu 15,5 Punkten.

## Resultate

### 10.000-m-Bahngehen
| Platz | Athlet               | Land | Zeit (min) |
| ----- | -------------------- | ---- | ---------- |
| 1     | Claus Biethan        | FRG  | 49:48      |
| 2     | Ragnvald Thunestvedt | DNK  | 51:19      |
| 3     | Siegfried Kemper     | FRG  | 52:00      |
| 4     | Leo Rosschou         | DNK  | 52:03      |
| 5     | Rudolf Modes         | FRG  | 52:16      |
| 6     | Karl-Heinz Cöllner   | FRG  | 53:36      |
| 7     | Arne Halvorsen       | DNK  | 54:46      |
| 8     | Einar Kraft          | DNK  | 57:29      |

### 25.000-m-Bahngehen
| Platz | Athlet           | Land | Zeit (h)  |
| ----- | ---------------- | ---- | --------- |
| 1     | Rudi Lüttge      | FRG  | 2:11:52,6 |
| 2     | Viktor Siuda     | FRG  | 2:17:37,0 |
| 3     | Hermann Grittner | FRG  | 2:20:28,6 |
| 3     | Harry Kristensen | DNK  | 2:20:28,6 |
| 5     | Alfred Nord      | FRG  | 2:24:50,0 |
| 6     | Leo Rosschou     | DNK  | 2:26:27,8 |
| 7     | Hoj Nadsen       | DNK  | 2:28:22,0 |
| 8     | Leif Wernblad    | DNK  | 2:35:33,8 |